# مركز بيو للأبحاث
مركز بيو للدراسات (بالإنجليزية: Pew Research Center) هو مركز أبحاث أمريكي غير حزبي (يشير إلى نفسه على أنه «مركز حقائق») ومقره واشنطن العاصمة. يوفر المركز معلومات حول القضايا الاجتماعية، والرأي العام، والاتجاهات الديموغرافية التي تشكل الولايات المتحدة والعالم. كما يجري المركز استطلاعات الرأي العام، والبحوث الديموغرافية، وتحليل محتوى وسائل الإعلام وغيرها من بحوث العلوم الاجتماعية التجريبية. لا يتخذ مركز بيو للأبحاث مناصب سياسية، وهو شركة تابعة لصناديق بيو الخيرية.

## التاريخ
في عام 1990 أسست شركة تايمز ميرور مركز تايمز ميرور للصحافة والناس كمشروع بحثي، مكلف بإجراء استطلاعات الرأي حول السياسة والسياسات. أصبح أندرو كوهت مديرًا لها في عام 1993، وأصبحت مؤسسة بيو الخيرية راعيها الرئيسي في عام 1996، عندما تم تغيير اسمها إلى مركز بيو للأبحاث من أجل الناس والصحافة.
في عام 2004 بدأ الإعداد لإنشاء مركز بحثي، وتكلل الجهد بتأسيس مركز بيو للأبحاث في واشنطن العاصمة في عام 2013، استقال كوهوت من منصبه وأصبح المدير المؤسس، وأصبح آلان موراي الرئيس الثاني للمركز. في أكتوبر 2014 تم تعيين مايكل ديموك المخضرم لمدة 14 عامًا في مركز بيو للأبحاث كرئيس.

## التمويل
مركز بيو للأبحاث هو منظمة غير ربحية، معفاة من الضرائب بموجب قانون 501 (ج)(3)، وهي شركة تابعة لمؤسسة بيو الخيرية، الممول الرئيسي لها. لدراساته التي تركز على التركيبة السكانية للأديان في العالم، تم تمويل مركز أبحاث بيو بشكل مشترك من قبل مؤسسة تمبلتون.

## وصلات خارجية
- موقع المركز
- تقرير المركز عن أعداد المسيحيين في العالم وتوزيعاتهم، ديسمبر 2011 المزيد حول التقرير نسخة محفوظة 5 أغسطس 2013 على موقع واي باك مشين.
- تقرير المركز عن أعداد المسلمين في العالم وتوزيعاتهم، أكتوبر 2009 -  نسخة محفوظة 17 أبريل 2010 على موقع واي باك مشين.
- القوى العظمى ومصادر القلق في العالم، تقرير للمركز، الجزيرة نت، 2 ديسمبر 2008